# Chasmanthe bicolor
Chasmanthe bicolor ist eine Pflanzenart in der Familie der Schwertliliengewächse (Iridaceae). Sie ist im westlichen Südafrika heimisch.

## Beschreibung
Chasmanthe bicolor wächst als ausdauernde krautige Pflanze und erreicht Wuchshöhen von etwa 70 bis 90 Zentimeter. Dieser Geophyt bildet Knollen als Überdauerungsorgane aus. Die grundständigen, schwertförmigen, dunkelgrünen Laubblätter sind etwa 1 Meter lang.

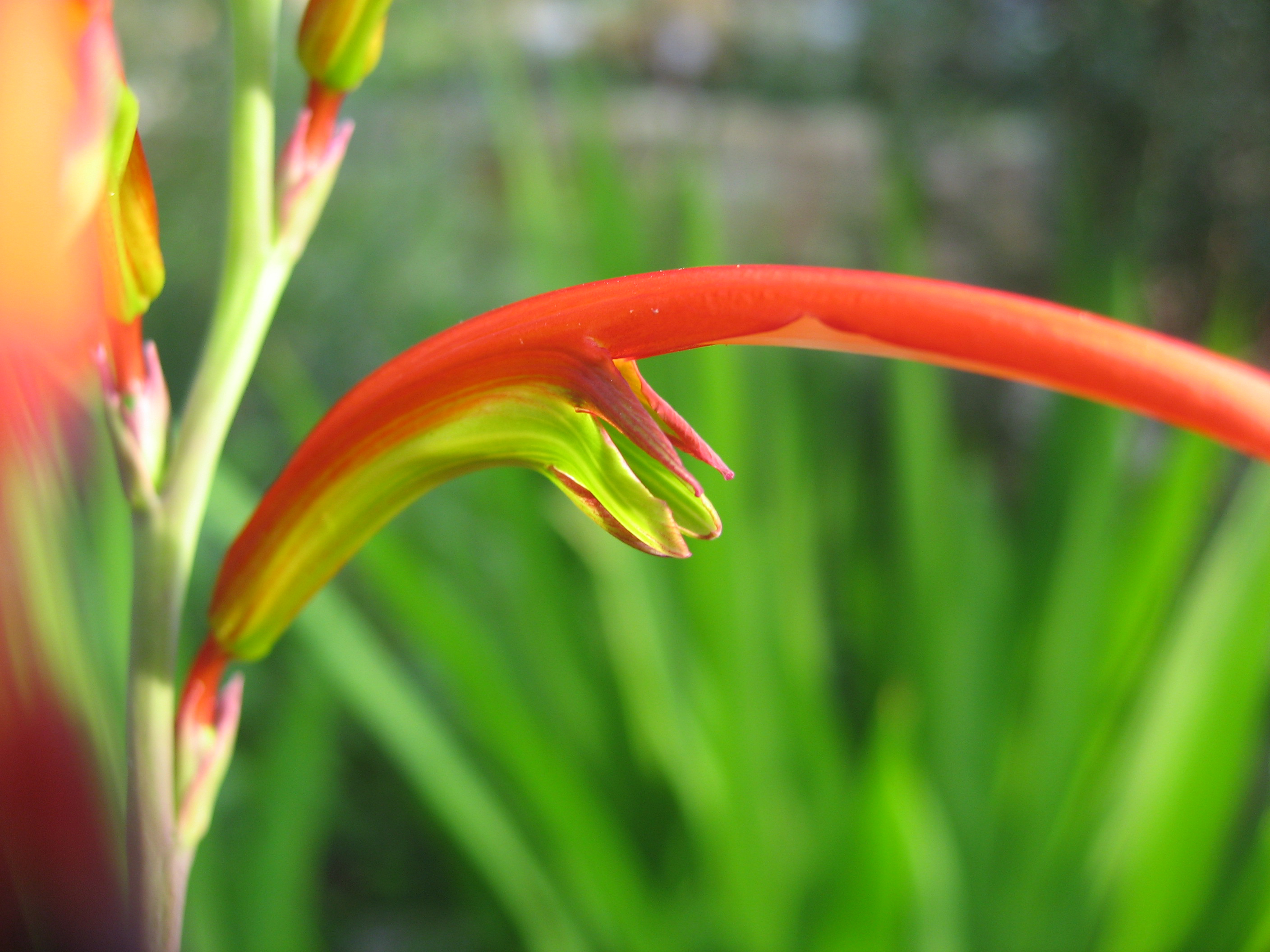
Blütenröhre von Chasmanthe bicolor

Sie blüht von Mitte Winter bis zum frühen Frühling. An dem aufrechten ährigen Blütenstand befinden sich seitlich abstehende Blüten. Die zwittrige, zygomorphe Blüte ist dreizählig und röhrenförmig gebogen. Die sechs orangefarbenen Blütenhüllblätter sind ungleich geformt, die oberen sind länger als die unteren. Die Staubblätter sind röhrig verwachsen. Die Bestäubung erfolgt durch Vögel. Es werden Kapselfrüchte gebildet. Die orangefarbenen Samen werden wohl von Vögeln verbreitet.

## Systematik
Eine erste Beschreibung dieser Art erfolgte 1845 unter dem Namen Antholyza bicolor durch Guglielmo Gasparrini in Michele Tenore: Catalogo ... Orto Botanico di Napoli ..., S. 78. D.J. Mabberley fand jedoch 1984 heraus, dass diese Art unter dem gleichen Namen durch Roberto de Visiani in Orto Botanico di Palermo, 56, Seite 134 schon etwas früher, nämlich schon 1842 veröffentlicht worden war.
Die Art wurde später unter dem Namen Chasmanthe bicolor 1932 durch Nicholas Edward Brown in Transactions of the Royal Society of South Africa, 20, S. 273 in die Gattung Chasmanthe gestellt. Weitere Synonyme für Chasmanthe bicolor N.E.Br. sind: Antholyza aethiopica L. var. bicolor (Gasp. ex Vis.) Baker, Antholyza aethiopica var. minor Lindl., Petamenes bicolor (Gasp. ex Vis.) E.Phillips.